# Sri Chinmoy
Sri Chinmoy, cunoscut și ca Chinmoy Kumar Ghose, (n. 27 august 1931, Chittagong⁠(d), India Britanică, Bangladesh – d. 11 octombrie 2007, New York City, New York, SUA) a fost un renumit autor, artist, poet și lider spiritual precum și un vizionar care și-a dedicat viața instaurării armoniei în lume și împlinirii potențialului nelimitat al spiritului uman.

## Biografie
Născut în anul 1931 în Bengal, Sri Chinmoy a intrat într‑un ashram (comunitate spirituală) de la vârsta de 12 ani. Viața lui de practică spirituală intensă cuprindea meditații până la 14 ore pe zi, împreună cu scrierea de poeme, eseuri și cântece devoționale, și practicarea serviciului dedicat și a atletismului. Încă din copilărie a avut multe experiențe interioare profunde și a obținut realizarea spirituală. El a rămas în ashram timp de 20 de ani, adâncindu‑și și lărgindu‑și realizarea, iar în 1964 a venit la New York pentru a‑și împărtăși bogăția interioară cu căutătorii sinceri.
Sri Chinmoy a servit drept ghid spiritual discipolilor din peste 80 de centre din întreaga lume. I-a învățat "Calea Inimii", pe care o considera ca fiind cea mai simplă cale de a face progres spiritual rapid. El arăta că meditând pe inima spirituală, căutătorul își poate descoperi propria lui comoară interioară de pace, bucurie, lumină și dragoste. Rolul unui Maestru spiritual, din perspectiva lui Sri Chinmoy, este să ajute căutătorul să trăiască în așa fel încât aceste bogății interioare să‑i poată ilumina viața. El își educa discipolii în viața interioară și le eleva conștiința nu doar dincolo de așteptările lor, dar chiar dincolo de imaginația lor. În schimb le cerea elevilor lui să mediteze regulat și să încerce să‑și hrănească calitățile interioare pe care el le aduce la suprafață în ei.
Ca parte a serviciului lui dedicat omenirii, Sri Chinmoy conducea meditații de pace de două ori pe săptămână pentru ambasadori și personalul de la sediul Națiunilor Unite din New York. De asemenea el conducea meditații de pace pentru oficialitățile guvernamentale la Congresul Statelor Unite din Washington, D. C., și a fost invitat să inaugureze o serie de meditații în Parlamentul Marii Britanii.
În plus, Sri Chinmoy a dus o viață activă, demonstrând cu strălucire că spiritualitatea nu este o evadare din lume ci o transformare a ei. A scris cărți, a pictat tablouri mistice și a compus muzică devoțională.

### Poezie
- (1979–1983) Ten Thousand Flower-Flames - Agni Press (100 volumes)
- (1983–1998) Twenty-Seven Thousand Aspiration-Plants - Agni Press (270 volumes)
- (1998–2007) Seventy-Seven Thousand Service-Trees - Agni Press (50 volumes... unfinished)
- (1973) The Dance of Life
- (1974) The Wings of Light
- (2000–2007) My Christmas-New Year-Vacation-Aspiration-Prayers (51 volumes)

### Teatru spiritual
- (1973) Sri Ramachandra - My Rama is My All - A play on the life of Sri Ramachandra
- (1973) The Singer Of The Eternal Beyond - A play on the life of Sri Krishna
- (1973) Siddhartha Becomes The Buddha - A Play on the life of Lord Buddha
- (1973) The Son - A play on the life of Jesus Christ
- (1973) Lord Gauranga: Love Incarnate - A Play on the life of Sri Chaitanya
- (1973) Drink, Drink, My Mother's Nectar - A play on the life of Sri Ramakrishna
- (1973) The Heart Of A Holy Man - various plays on spiritual figures
- (1973) Supreme Sacrifice - a book of spiritual plays
- (1974) The Descent of the Blue - A play about the life of Sri Aurobindo

### Cărțile lui Sri Chinmoy în Biblioteca Congresului
- Arise! Awake! Thoughts of a Yogi; Chinmoy, Sri, ISBN 0-8119-0207-2
- Astrology; the supernatural and the beyond; Chinmoy, Sri, ISBN 0-88497-037-X
- Commentaries on the Vedas, the Upanishads and the Bhagavad Gita : the three branches of India’s life-tree; Chinmoy, Sri, ISBN 0-88497-113-9
- Commentary on the Bhagavad Gita; the song of the transcendental soul; Chinmoy, Sri, Published/Created: Blauvelt, N.Y., R. Steiner Publications
- Death and reincarnation: eternity’s voyage; Chinmoy, Sri, ISBN 0-88497-038-8
- Garden of the soul : lessons on living in peace, happiness, and harmony; Chinmoy, Sri, ISBN 1-55874-314-6
- The garland of nation-souls : complete talks at the United Nations; Chinmoy, Sri, ISBN 1-55874-357-X
- The goal is won; Chinmoy, Sri, ISBN 0-88497-092-2
- God is-- : selected writings of Sri Chinmoy; Chinmoy, Sri, ISBN 0-88497-059-0
- Gorbachev : the master-key of the universal heart; Chinmoy, Sri, ISBN 0-88497-984-9
- Heart-songs : everyday prayers & meditations; Chinmoy, Sri, ISBN 1-56838-103-4
- The inner promise; paths to self perfection; Chinmoy, Sri, ISBN 0-671-21720-8
- Light of the Beyond : teachings of an illumined master; Chinmoy, Sri, ISBN 0-88497-481-2
- Meditation : man-perfection in God-satisfaction; Chinmoy, Sri, ISBN 0-88497-444-8
- Mother India’s lighthouse: India’s spiritual leaders; flame-heights of the West; Chinmoy, Sri, Published/Created Blauvelt, N.Y., R. Steiner Publications
- Mother Teresa : humanity’s flower-heart, divinity’s fragrance-soul; Chinmoy, Sri, ISBN 1-885479-08-5
- My flute; the poetry & teachings & philosophy of Sri Chinmoy; Chinmoy, Sri
- My Lord’s secrets revealed; Chinmoy, Sri, Published Herder and Herder
- Nelson Mandela : the pinnacle-pillar of mother earth; Chinmoy, Sri, ISBN 0-88497-043-4
- The silent teaching : a selection of the writings; Chinmoy, Sri
- Songs of the soul; Chinmoy, Sri, Published Herder and Herder
- The spiritual life : selection of writings; Chinmoy, Sri
- The Supreme and his four children; five spiritual dictionaries; Chinmoy, Sri, ISBN 0-8303-0121-6
- A true disciple; Chinmoy, Sri, Published/Created Jamaica, NY : Agni Press, c1998.
- The wings of joy : finding your path to inner peace; Chinmoy, Sri, ISBN 0-684-82242-3
- The wisdom of Sri Chinmoy; Chinmoy, Sri, ISBN 1-884997-23-6
- Yoga and the spiritual life; the journey of India’s soul; Chinmoy, Sri, ISBN 0-88497-040-X

### Traduceri în limba română
- Aripile Bucuriei. Găsindu-vă calea către pacea interioară, traducere de Cristian Ichim, Editura Herald, Colecția Maeștri Spirituali, București, 2003, 168 p., ISBN 973-9453-57-1